# لاري فلويد
لاري فلويد هو لاعب هوكي الجليد كندي، ولد في 1 مايو 1961 في بيتيربوروغ في كندا.

## وصلات خارجية
- لاري فلويد على موقع دوري الهوكي الوطني (الإنجليزية)
- لاري فلويد على موقع EliteProspects.com (الإنجليزية)
- لاري فلويد على موقع HockeyDB.com (الإنجليزية)
- لاري فلويد على موقع Hockey-Reference.com (الإنجليزية)